# Hydropsyche tigrata
Hydropsyche tigrata är en nattsländeart som beskrevs av Malicky 1974. Hydropsyche tigrata ingår i släktet Hydropsyche och familjen ryssjenattsländor. Inga underarter finns listade i Catalogue of Life.